# Point of No Return (musikalbum)
Point of No Return - Previously Unreleased Masters, a Lost 45 and Rare Demos är ett samlingsalbum av Jim Ford, utgivet på Bear Family Records 2008. Skivan består till största delen av tidigare outgivet material. Undantaget är "Look Again", som utgavs som singel 1968.
Även om Fords inspelningar på skivan är sedan tidigare outgivna så har flera låtar spelats in av andra artister genom åren. Brinsley Schwarz tolkade "I'm Ahead If I Can Quit While I'm Behind" på skivan Greasy Truckers Party (inspelad 1972) och Bobby Womack spelade in "Harry Hippie" (utgiven på skivan Understanding 1972) och "Point of No Return" (utgiven på Lookin' for a Love Again 1974). "Harry Hippie" blev även en stor hit för Womack och hamnade på åttondeplats på Billboards R&B-lista.

## Låtlista
Där inte annat anges är låtarna skrivna av Jim Ford.
1. "I'm Ahead If I Can Quit While I'm Behind" - 2:50
2. "Piont of No Return" - 3:02 (Campbell, Ford)
3. "Harry Hippie" - 3:22
4. "Go Through Sunday" (långsam version) - 3:07
5. "Sweet Baby Mine (You Just a...)" . 3:15 (Campbell, Ford)
6. "Look Again" - 2:51
7. "Mill Valley" - 3:02
8. "Just Cause I Can" - 2:31
9. "Stoppin' to Start" - 2:24
10. "Don't Hold Back What You Feel" - 2:42
11. "It's My Life" 2:52
12. "If I Go Country" - 3:13
13. "Bouquet of Roses" - 2:34 (Hilliard, Nelson)
14. "He Turns My Radio on" (helig version) - 3:10
15. "Whicha Way" (en omarbetad version av "I Wonder What They'll Do with Today") - 4:25 (Ford, Vegas)
16. "If You Can Get Away (She Don't Need Me Like I Need You)" - 3:02

## Mottagande
Allmusic.com rosade skivan och gav betyget 4,5/5. Vidare skrev man: "he left behind a wealth of remarkable music, music that only gets better the longer that you live with it, music that makes a significant argument that he's one of the great unsung country-rock songwriters of the '60s and '70s".
Även i Sverige fick Point of No Return positiva recensioner och snittar på 4,1/5 på Kritiker.se, baserat på tre recensioner. Göteborgs-Posten skrev "Jim Ford var en ypperlig soul- och countryartist som fortfarande känns nödvändig att lyssna på."